# Open Food Facts

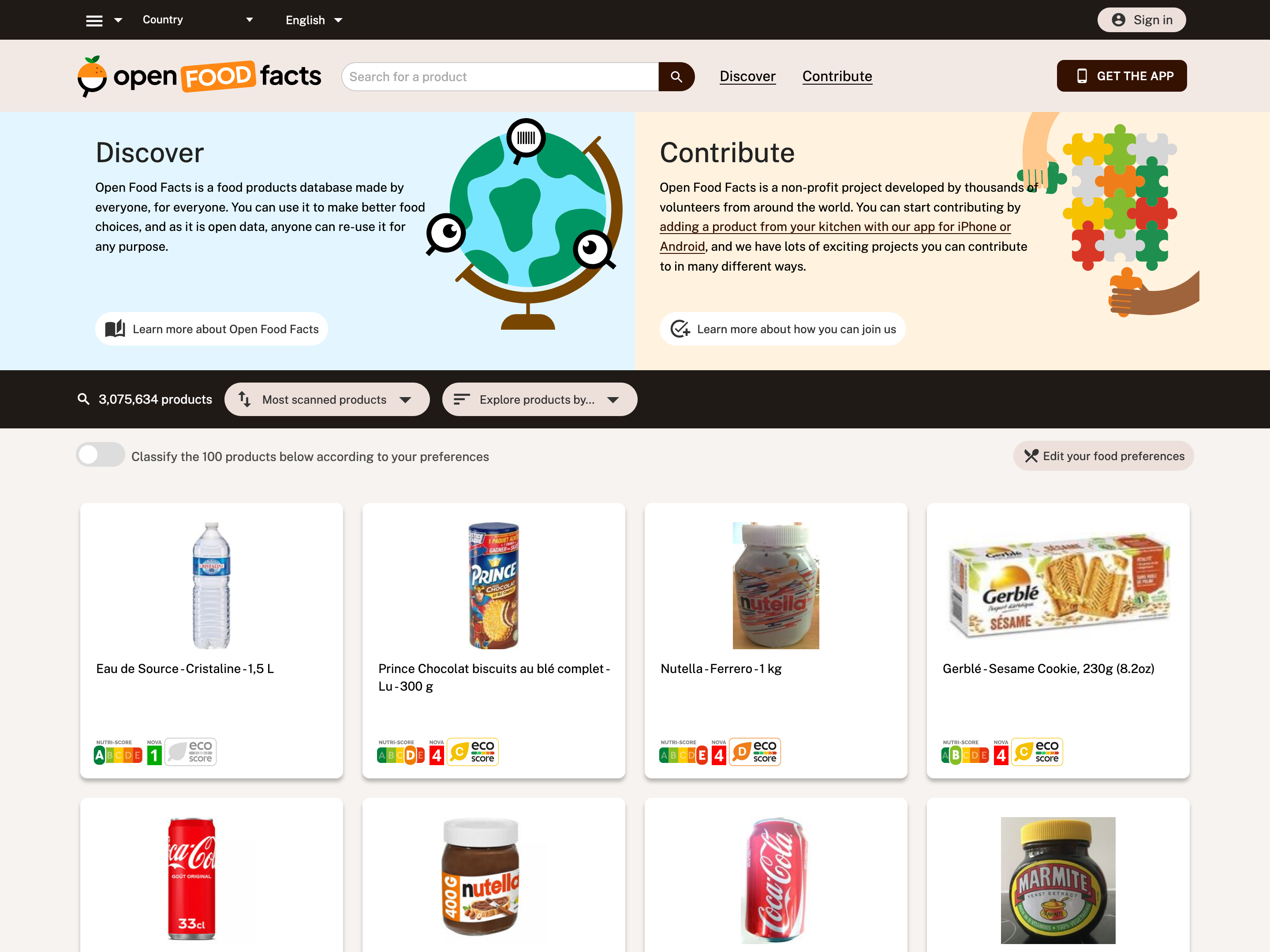
Strona główna Open Food Facts

Open Food Facts – darmowa, dostępna online, tworzona w procesie crowdsourcingu ogólnoświatowa baza danych paczkowanych produktów spożywczych. Dane produktów są pozyskiwane przez wolontariuszy na licencji  Creative Commons Attribution–Share Alike license oraz publikowane na otwartej licencji Open Database License (ODBL).
Projekt Open Food Facts został zapoczątkowany 19 maja 2012 r. przez francuskiego informatyka Stéphane’a Gigandet podczas Food Revolution Day (Dni rewolucji kulinarnej), imprezy zorganizowanej przez Jamiego Olivera. W 2013 r. projekt został laureatem Dataconnexions Award od Etalab, a w roku 2015 uzyskał  OKFN Award od Open Knowledge.
W maju 2016 baza danych zawierała 80 000 produktów z 141 krajów. Dzięki wzrastającej popularności projektu, powiększającej się liczbie użytkowników aplikacji mobilnej, a także importów danych z różnych krajów, w czerwcu 2017 liczba produktów w bazie osiągnęła poziom 880 000.

## Opis projektu

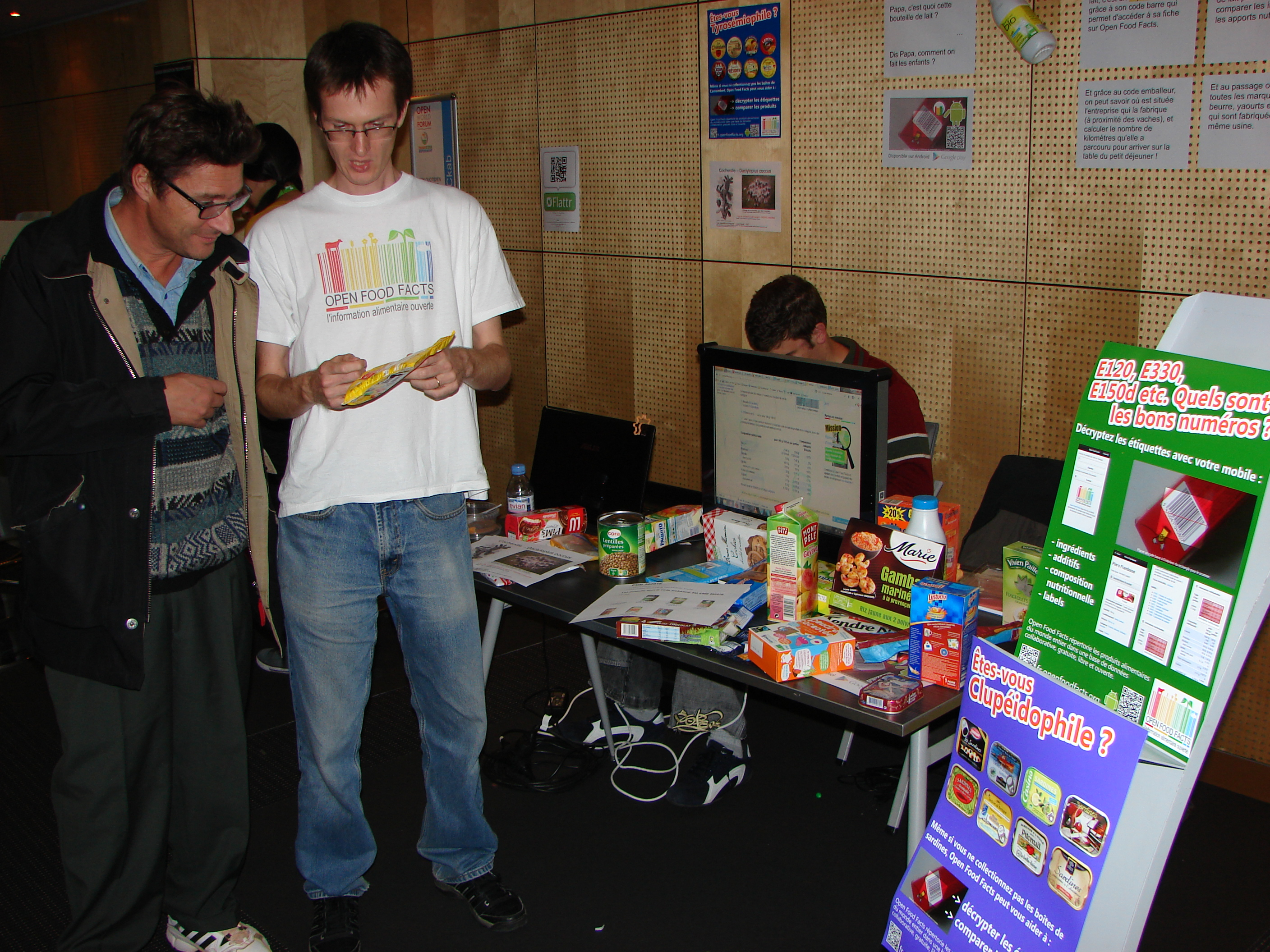
Stéphane Gigandet podczas prezentacji projektu na Open World Forum (październik 2012 r.)

Projekt gromadzi informacje dotyczące paczkowanych produktów spożywczych z całego świata.
Dla każdego produktu zapisanego w bazie danych przechowywana jest informacja na temat: kodu kreskowego, nazwy, ciężaru, rodzaju opakowania, marki produktu, kategorii produktu, miejsca produkcji, przetwarzania i sprzedaży, skład produktów,  wskazówki dla (alergików, wiernych i innych specyficznych diet), dodatki do żywności, informację na temat wartość odżywczej oraz zdjęcia danego produktu. Uczestnik projektu może dzięki aplikacji mobilnej jak i z pomocą strony internetowej dodawać lub edytować opisy artykułów spożywczych na podstawie informacji o produkcie, które może znaleźć na opakowaniu. Jako identyfikator produktu wykorzystywana jest liczba zakodowana w kodzie kreskowym produktu GTIN (Global Trade Item Number). Wolontariusze mogą wydajnie pozyskiwać zdjęcia produktów oraz inne szczegółowe informacje dzięki aplikacji mobilnej.

### Metodyka
Na podstawie wartości odżywczej i kategorii produktu obliczany jest Nutri-Score. Sposób jego obliczania jest zgodny z metodyką opracowaną przez profesora Serge'a Hercberga. Syntetyczny wynik Nutri-Score pozwala szybko porównać jakości różnych produktów. Od 2018 r. w aplikacji dostępna jest również 4-stopniowa syntetyczna skala przetworzenia żywności, NOVA, stworzona przez profesora Carlos Augusto Monteiro.

## Powiązane projekty
Oprócz projektu Open Food Facts istnieją inne podobne inicjatywy: Open Beauty Facts, Open Pet Food Facts, Open Products Facts.

## Wykorzystanie w innych projektach
Dane pozyskane w Open Food Facts są również wykorzystywane w innych projektach skupionych m.in. na oleju palmowego, cukrze lub lokalizacji producentów.